# Mary Kawena Pukui
Mary Kawena Pukui, de son nom complet Mary Abigail Kawenaʻ ulaokalaniahiʻ iakaikapoliopelekawahineʻ aihonuainaleilehuaapele Wiggin Pukui, née le 20 avril 1895 dans le district de Kaʻū et morte le 21 mai 1986, est une danseuse de Hula traditionnel, compositrice et éducatrice américaine. Elle est reconnue comme une autorité internationale du domaine hawaïen de l'art de vivre, de la littérature et de la linguistique.

## Biographie
Mary Kawena Pukui est née dans le district de Ka'u sur l'île d'Hawaï, fille d'une indigène Mary Paʻahana Kanakaʻole et d'un américain Henry Wiggin du Massachusetts. Selon la coutume traditionnelle de hanai elle est d'abord élevée par les parents de sa mère. Sa grand-mère, une danseuse de Hula traditionnel à la cour de la reine Emma d' Hawaï, lui apprend le chant et l'histoire. Tandis que son grand-père, un guérisseur et kahuna pale keiki (accoucheur) qui enseignait les massages lomi lomi, guérissait avec les plantes (laʻau lapaʻau) pratiquait Hoʻoponopono (un procédé de réconciliation) et enseignant les prières pule. Son arrière-arrière-grand-mère était une kahuna pule (prêtresse hawaïenne) de la lignée de Pele. Après la mort de sa grand-mère elle retourna dans sa maison paternelle, là elle parla aussi bien l'hawaïen que l'anglais. Elle alla à l'école à l'Hawaiian Mission Academy et enseigna la culture hawaiienne à la Punahou School. Kawena Pukui parlait couramment l'hawaïen et collectionna et traduisit les histoires et connaissances populaires hawaïennes.
De 1938 à 1961, elle travaille au muséum Bernice P. Bishop en tant qu'assistante, ethnologue et traductrice. Elle enseigne aussi l'hawaïen aux étudiants et sert d'informatrice à beaucoup d'anthropologues. Elle publie plus de cinquante traités scientifiques et est coauteure du Dictionnaire hawaïen-anglais en 1957, du Place Names of Hawaii (1974) et du The Echo of Our Song (1974), une traduction d'anciens chants et chansons. Son livre ʻOlelo Noʻeau contient la traduction et le commentaire d'environ 3000 exemples de dictons hawaïens et d'expressions poétiques. Son œuvre en deux volumes Nana i ke Kumu, look to the Source, est une source inestimable de coutumes et de traditions hawaïennes. Elle est une experte en chant et danse hula, écrit des textes lyriques et compos la musique de plus de 15O chansons hawaïennes.
En plus de ses œuvres publiées, le savoir de Kawena Pukui est conservé dans des commentaires, des histoires verbales, et sur des centaines de cassettes, des films enregistrés entre les années 1950 et 1960. Le tout est conservé au muséum Bishop. Souvent on lui a dit que par son travail, elle a rendu possible la Renaissance Hawaïenne des années 1970 En 1977 elle fut honorée du titre Living Treasure of Hawaii (trésor vivant d'Hawaï) par la société Hongwanji Mission of Hawaii et en 1995 et fut admise au Hawaiian Music Hall of Fame

## Œuvres
- Introduction to the Hawaiian Language (1943) (avec Judd et Stokes)
- Hawaiian-English Dictionary (1957, révision et enrichissement 1986) (avec Samuel Hoyt Elbert)
- Place Names of Hawaii (1974) (avec Samuel Hoyt Elbert et Mookini)
- Echo of our Song (1974)
- Nana i ke Kumu, Look to the Source, Vol. 1 et 2 (1972) (avec Haertig et Lee)
- ‘Olelo No‘eau
- The Polynesian Family System in Ka'u, Hawaii (avec Handy)
- Outline of Hawaiian Physical Therapeutics (avec Handy et Livermore) (1934)